# یولیا الاگولوا
یولیا الاگولوا (روسی: Юлия Аллагулова؛ زادهٔ ۲۵ ژوئن ۱۹۷۲) اسکیت‌باز سرعت اهل روسیه است.